# Vegetia grimmia
Vegetia grimmia är en fjärilsart som beskrevs av Carl Geyer 1831. Vegetia grimmia ingår i släktet Vegetia och familjen påfågelsspinnare. Inga underarter finns listade i Catalogue of Life.